# Brazylia na Letnich Igrzyskach Olimpijskich 1972
Brazylię na Letnich Igrzyskach Olimpijskich 1972 reprezentowało 81 zawodników, 78 mężczyzn i 3 kobiety.

## Zdobyte medale
| Medal | Zawodnik         | Dyscyplina    | Konkurencja    |
| ----- | ---------------- | ------------- | -------------- |
| Brąz  | Chiaki Ishii     | Judo          | Waga półciężka |
| Brąz  | Nélson Prudêncio | Lekkoatletyka | trójskok       |